# Parafia św. Barbary w Grodzisku Dolnym
Parafia św. Barbary w Grodzisku Dolnym – parafia rzymskokatolicka znajdująca się w archidiecezji przemyskiej w dekanacie Żołynia.

## Historia
Pierwszy kościół w Grodzisku Dolnym był wzmiankowany w 1408 roku pod zwierzchnictwem benedyktynów. Kolejny drewniany kościół w 1626 roku został spalony przez Tatarów. Około 1700 roku z inicjatywy ks. Sebastiana Zawadzkiego rozpoczęto budowę obecnego murowanego kościoła, który w 1754 roku został konsekrowany przez bpa Wacława Hieronima Sierakowskiego, pw. św. Barbary. 
W 1810 roku do parafii należało 5035 wiernych. W 1853 roku 8384 wiernych (w tym: Grodzisko – 4712, Budy Łańcuckie – 108, Chodaczów – 354, Gwizdów – 395, Laszczyny – 379, Majdany – 330, Wólka Grodziska – 871, Zmysłówka – 229). 
W latach 1857–1867 dokonano rozbudowy kościoła przedłużając nawę ku zachodowi i prezbiterium ku wschodowi, do którego dobudowano zakrystie. Przed 1873 rokiem dobudowano dwie kaplice transeptowe. Przed 1900 rokiem polichromię wykonał Władysław Bąkowski. 
Funkcję proboszczów parafii sprawowali księżą, wśród których byli: Józef Sokalski, Franciszek Kobielski, Wojciech Stępek, Jan Zellinger, Wojciech Lasociński, Jakub Dziedzic (1853–1873), Feliks Świerczyński, Stanisław Kmiotek i kanonik Antoni Pawul.

## Zasięg parafii
Do parafii należy 3625 wiernych z miejscowości: Grodzisko Dolne – 1856, Grodzisko Górne (część) – 1662, Podlesie (część) – 107).